# Comté de Chicot
Pour les articles homonymes, voir Chicot.
Le comté de Chicot est un comté de l'État de l'Arkansas aux États-Unis. Au recensement de 2010, il comptait 11 800 habitants. Son siège est Lake Village situé sur les rives du lac Chicot.
Le comté de Chicot doit son nom au lac Chicot désigné ainsi par les colons français, à l'époque de la Louisiane française et de la Nouvelle-France, en raison des nombreuses souches mortes situées sur les rives de cet ancien bras mort du fleuve Mississippi et désigné sous le terme de chicot.

## Démographie
| 1830  | 1840  | 1850  | 1860  | 1870  | 1880   | 1890   | 1900   |
| ----- | ----- | ----- | ----- | ----- | ------ | ------ | ------ |
| 1 165 | 3 806 | 5 115 | 9 234 | 7 214 | 10 117 | 11 419 | 14 528 |

| 1910   | 1920   | 1930   | 1940   | 1950   | 1960   | 1970   | 1980   |
| ------ | ------ | ------ | ------ | ------ | ------ | ------ | ------ |
| 21 987 | 21 749 | 22 646 | 27 452 | 22 306 | 18 990 | 18 164 | 17 793 |

| 1990   | 2000   | 2010   | - | - | - | - | - |
| ------ | ------ | ------ | - | - | - | - | - |
| 15 713 | 14 117 | 11 800 | - | - | - | - | - |